# Danny Vukovic
Danny Vukovic (ur. 27 marca 1985 w Sydney) – australijski piłkarz występujący na pozycji bramkarza.

## Kariera piłkarska
Od 2002 roku występował w Parramatta Power, Bonnyrigg White Eagles, Central Coast Mariners, Konyaspor, Wellington Phoenix, Perth Glory, Vegalta Sendai, Melbourne Victory, Sydney, a w latach 2017-2021 był piłkarzem KRC Genk. W 2021 przeszedł do NEC Nijmegen.